# Shin-chan: Aventuras en Henderland
Shin-chan: aventuras en Henderland (Crayon Shin-chan: Henderland no Daibôken クレヨンしんちゃん ヘンダーランドの大冒険 ?) es una película infantil de animación basada en el manga y anime Shin Chan. Tiene una duración de 93 minutos. Su historia no influye para nada en la historia de la serie.

## Henderland
Henderland es un parque de atracciones que han abierto en Kasukabe el cual está en medio de un lago.
La estructura del parque es muy simple:
- Bosque de nunca jamás: Es una zona boscosa llena de animales y naturaleza. En la película es la zona que menos aparece
- Ciudad de Hender: Una zona inspirada en una ciudad europea medieval en la que viven los personajes de Henderland. En esta zona se encuentra el "Circo Loco-Loco"
- Ciudad de las atracciones: En esta zona se encuentran la mayoría de las atracciones del parque. Cuenta con lo más moderno en entretenimiento y es la última parada del tour del tren.

## Argumento
Al principio de la película aparece una escena de un príncipe que se enfrenta a una especie de dragón al que vence y "rescata" a la princesa Memory, pero pronto se percata de que es un truco y este es capturado por las brujas Makao y Joma.
Después del inicio aparece una escena en la que están en el parvulario mientras la profesora les cuenta una historia. Pasa un día y Shin-Chan se dirige al parque Henderland en su primera visita en el cual se pierde y acaba en el circo Loco-Loco donde encuentra una urna en la que está una muñeca. Entonces aparece un hombre el cual es el director del circo el que le enseña como baila una muñeca, Topema la cual se estropea porque se le acabó la cuerda pero cuando Shin-Chan le dio cuerda a Topema, esta empezó a moverse con libertad. Cuando esto ocurre se descubre que Loco-Loco se puede transformar en un lobo y este empieza a perseguirles hasta que Topema le convierte en piedra usando las cartas molonas. Cuando están a punto de escapar entra en escena Chokirin, uno de los soldados de las brujas la cual lanza una maldición sobre Topema. Por la noche, mientras Shin-Chan se bañaba, aparece Topema la cual le explica a Shin-Chan el malvado plan de las brujas y el funcionamiento de las cartas molonas y de como las brujas acabaron con su pueblo. Topema le pide a Shin-Chan que la ayude para acabar con las brujas pero a Shin-Chan le entra miedo y Topema se va, dejándose las cartas. Unos días más tarde un extraño muñeco de nieve sale de la estación, BolaNieve. BolaNieve se encuentra con Masao y le salva del ataque de unos gamberros, acto seguido le pregunta a Masao si conoce a Shin-Chan y Masao le dice que van al mismo colegio. Al día siguiente BolaNieve va al colegio como si fuera del comité de educación y se gana el respeto de los niños. Pero se descubre que es el enemigo cuando Shin-Chan entra en el baño de la escuela y acto seguido entra BolaNieve el que le dice que está buscando unas cartas "Un poco especiales" y le propone ir a jugar a su casa esa tarde. Por la tarde, cuando Shin-Chan llega a su casa descubre que BolaNieve está en su casa y que se ha ganado el respeto de Misae. Antes de cenar BolaNieve se va y vuelve a casa más tarde con Hiroshi. Dentro de casa, BolaNieve da tanto a Misae como a Hiroshi unas latas de cerveza probablemente con somníferos.. Cuando esto ocurre BolaNieve cambia de actitud e intenta robarle las cartas a Shin-Chan pero su plan falla cuando Shin-Chan usa las cartas y llama a Ulta-Héroe, al Robot Kantam y al cerdito valiente (que no es de mucha ayuda) los cuales empiezan a golpear y a girar contra BolaNieve el cual se rinde al no poder controlar el calor.
Pero antes de irse deja una carta que contiene unas invitaciones para ir a Henderland donde después de un entretenido día son secuestrados al ir al baño y son sustituidos por unos muñecos. Al llegar a casa los Hiroshi, Misae y Shin-Chan deciden tomarse un baño y entonces se descubre la trampa cuando se levantan y Shin-Chan se percata de que son muñecos y estos empiezan a atacar a Shin-Chan. Pero en el último momento entra Topema que les quita los chips controladores a los muñecos. Al terminar Topema le dice a Shin-Chan que vaya a Henderland en el cual se dirige al bosque de nunca jamás por las vías del tren pero cuando está a punto de pasar por las tres puertas por la primera sale Loco-Loco el cual se transforma en un lobo y se aprecia que lleva una camiseta con una H. Entonces Shin-Chan se transforma en una locomotora y abre una vía afía por la que escapa pero es perseguido por Loco-Loco. Shin-Chan, al ver que es perseguido por Loco-Loco llama a los aliados (Ultra-héroe, kantam...). Al cerdito valiente se le ocurre un plan, abrir un camino afín y poner un obstáculo para que Loco-Loco choque contra él. Por desgracia el plan fracasa al no haber nadie para cambiar de vía pero en el último instante Topema cambia de vía y Loco-Loco cae al agua por el camino afín. Al vencer a Loco-Loco este pierde su camiseta y esta se transforma en Hiroshi. Entonces Shin-Chan se transforma en avión y empieza a sobrevolar sobre el parque pero son perseguidos por Chokirin y Shin-Chan llama a sus aliados pero, lógicamente, caen. Topema iinenta desviar la atención de Chokirin y empiezan a luchar cerca de un globo decorativo. Mientras Shin-Chan e Hiroshi se recuperan de la caída el globo explota y solo desciende Chokirin la cual intenta quitarle las cartas a Shin-Chan pero en el último momento aparece Topema que gracias al poder de las cartas se envuelve junto con Chokirin se envuelve en un halo de luz el cual destruye a Chokirin y deja muy débil a Topema la cual se desvanece para descansar. De la destrucción de Chokirin sale Misae y los tres se dirigen al castillo donde Makao y Joma les reciben con un espectáculo de baile. Después de esto Hiroshi se convierte en un ejecutivo de élite, Misae en una ama de casa refinada y Shin-Chan en un niño bien y atacan a Makao y Joma pero son rechazados con mucha facilidad. Después se retan a un duelo de baile y pierden las brujas. Pero empiezan una partida a la bruja y el comodín se lo queda Shin-Chan el cual intenta usar la carta pero Majín, el espíritu del comodín, le detiene y le explica que para derrotar a las brujas debe llegar a la cima del castillo y colocarlo en el centro del parque. Después de una gran persecución Joma y Makao son destruidos y el castillo empieza a derrumbarse. Por suerte llegan a una esclusa de emergencia y consiguen escapar. Entonces BolaNieve ataca pero la princesa Memory le derrite y se descubre que era el príncipe.
FIN

## Personajes

### De la Serie
- Shin-Chan
- Misae Nohara
- Hiroshi Nohara
- Ultra héroe: Hace aparición cuando Shin Chan pide el deseo de ayuda a las Cartas Molonas. Hace el ataque del Ultra-Rayo aunque no surte efecto y está siempre dispuesto a ayudarle.
- Super Robot: Hace aparición cuando Shin Chan pide el deseo de ayuda a las Cartas Molonas. Hace el ataque de Puños Fuera y nunca funciona pero siempre está dispuesto a ayudar a Shin Chan.
- Cerdito Valiente: Hace aparición cuando Shin Chan pide el deseo de ayuda a las Molonas. Siempre, lo primero que hace, es intentar pasarse al bando del más fuerte, del rival. Pero como no lo quieren ayuda a Shin Chan malamente y al irse siempre le pide diez mil millones de Yens.

#### Otros
- Masao Satō
- Boo-chan
- Tooru Kazama
- Nene Sakurada
- Midori Yoshinaga
- Ume Matsuzaka
- Kawamura (el guepardo)
- EL director

### Únicos de la película
- Loco Loco: Es el director del circo y el que maneja las muñecas. Se transforma en hombre lobo.
- Topema: Es una muñeca vestida de verde que le pide ayuda a Shin Chan y que lucha contra Chokirin. La rescató Shin Chan dándole cuerda, cuando se perdió en la excursión del Colegio. Su ataque es Ultra-Topema.
- Chokirin Besta: Es una mujer muy sexy según Shin Chan pero muy mala. Es muy fuerte y hace el ataque de Ultra-Chokirin.
- BolaNieve: Es uno de los sirvientes de Makao y Joma. Es un muñeco de nieve que aparenta ser muy simpático pero es muy malo y engañoso. Su nieve está a -100 °C y su debilidad es el calor (Como a todos los muñecos de Nieve). Cuando la princesa Memory le derrota con un hechizo, resulta ser el príncipe enamorado de la princesa.
- Makao y Joma: Son unas brujas travestis que intentan dominar el mundo. Van vestidas de ballet y están todo el rato danzando. Guardan el comodín de las cartas, que explica como detener a las brujas, el espíritu de la carta es Molón. Viven en el castillo, su búnker.
- Molón: Es el espíritu de las cartas, el que les da el poder. Es quien le revela a Shin Chan el secreto para derrotar a Makao y Joma, cuando Shin Chan creía que el comodin era como las demás cartas, ignorando que dentro de esa carta vive ese espíritu.
- Princesa Memory: Ella en realidad Topema. Cuando la capturaron y la metieron en la urna se metió en el cuerpo de la muñeca para protegerse.

## Curiosidades
- A pesar de ser propio de la película, BolaNieve ha hecho cameos en algunos capítulos de la serie.